# Ardmore (Alabama)
Ardmore es un pueblo del Condado de Limestone, Alabama, Estados Unidos. En el censo de 2000, su población era de 1034. 

## Demografía
En el 2000 la renta per cápita promedia del hogar era de $28.352$, y el ingreso promedio para una familia era de 40.673$. El ingreso per cápita para la localidad era de 18.447$. Los hombres tenían un ingreso per cápita de 29.531$ contra 19.875$ para las mujeres.

## Geografía
Ardmore está situado en 34°59′13″N 86°50′36″O / 34.98694, -86.84333 (34.987052, -86.843228).
Según la Oficina del Censo de los EE. UU., la ciudad tiene un área total de 2.0 millas cuadradas (5.3 km ²).